# Craniscus japonicus
Craniscus japonicus är en armfotingsart som först beskrevs av Adams 1863.  Craniscus japonicus ingår i släktet Craniscus och familjen Craniidae. Inga underarter finns listade i Catalogue of Life.